# Anaciaeschna donaldi
Anaciaeschna donaldi är en trollsländeart som beskrevs av Fraser 1922. Anaciaeschna donaldi ingår i släktet Anaciaeschna och familjen mosaiktrollsländor. IUCN kategoriserar arten globalt som livskraftig. Inga underarter finns listade i Catalogue of Life.